# 東京電訊站
東京電訊站（日语：／ Tōkyō-terepōto eki */?）是位於日本東京都江東區青海一丁目，屬於東京臨海高速鐵道（TWR）臨海線的鐵路車站。另外，臨海線官方網站記載的路線圖帶有「（台場）」的括號。車站編號是R 04。車站日語原名直譯為「東京電訊港」，來自於車站所在的東京臨海副都心開發事業計畫的原始暱稱「東京電訊港城」（東京テレポートタウン）。

## 車站構造
本站是一地下車站，但由於在地面安裝了採光窗，因此日間陽光能透進地底的月台。
本站月台採島式1面2線設計。由於當時本站的建設計畫是要用作通往世界都市博覽會主場館的車站（該博覽會後來因故取消），因此車站月台比臨海線其他車站更寬闊。故及至2009年，本站設計仍有空間接受更多的客流。
2008年（平成20年）7月19日起，東京臨海高速鐵道與富士電視台合作，將本站的發車鈴聲更換為以該區為主要舞台的著名電視劇《大搜查線》的主題曲及背景音樂，成為臨海線內首個引入「地區主題發車音樂」的車站。

### 月台配置
| 月台 | 路線   | 方向 | 目的地                           |
| ---- | ------ | ---- | -------------------------------- |
| 1    | 臨海線 | 下行 | 大井町、大崎、埼京線（新宿）方向 |
| 2    | 臨海線 | 上行 | 國際展示場、新木場方向           |

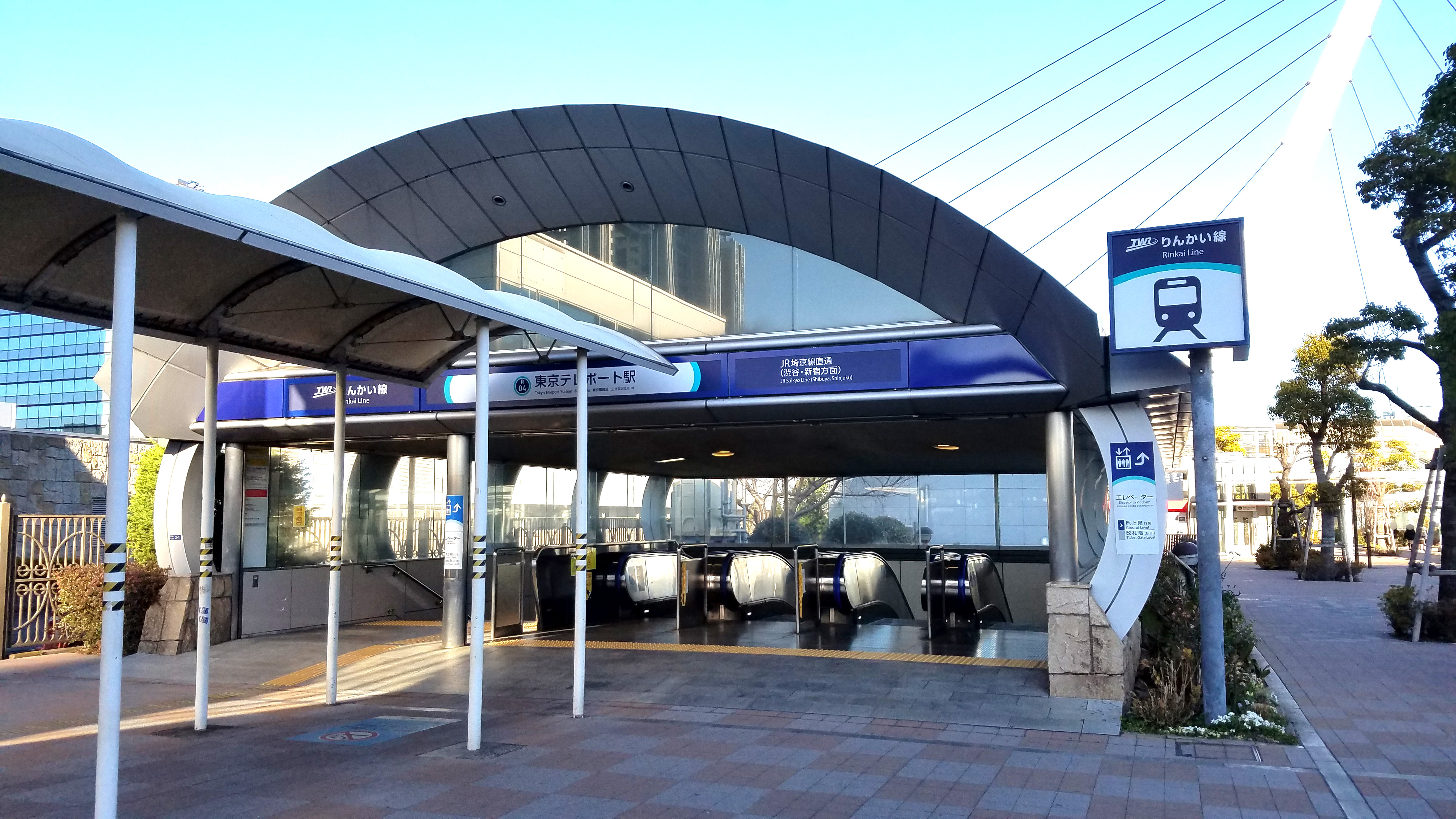
B出口（2022年1月1日）
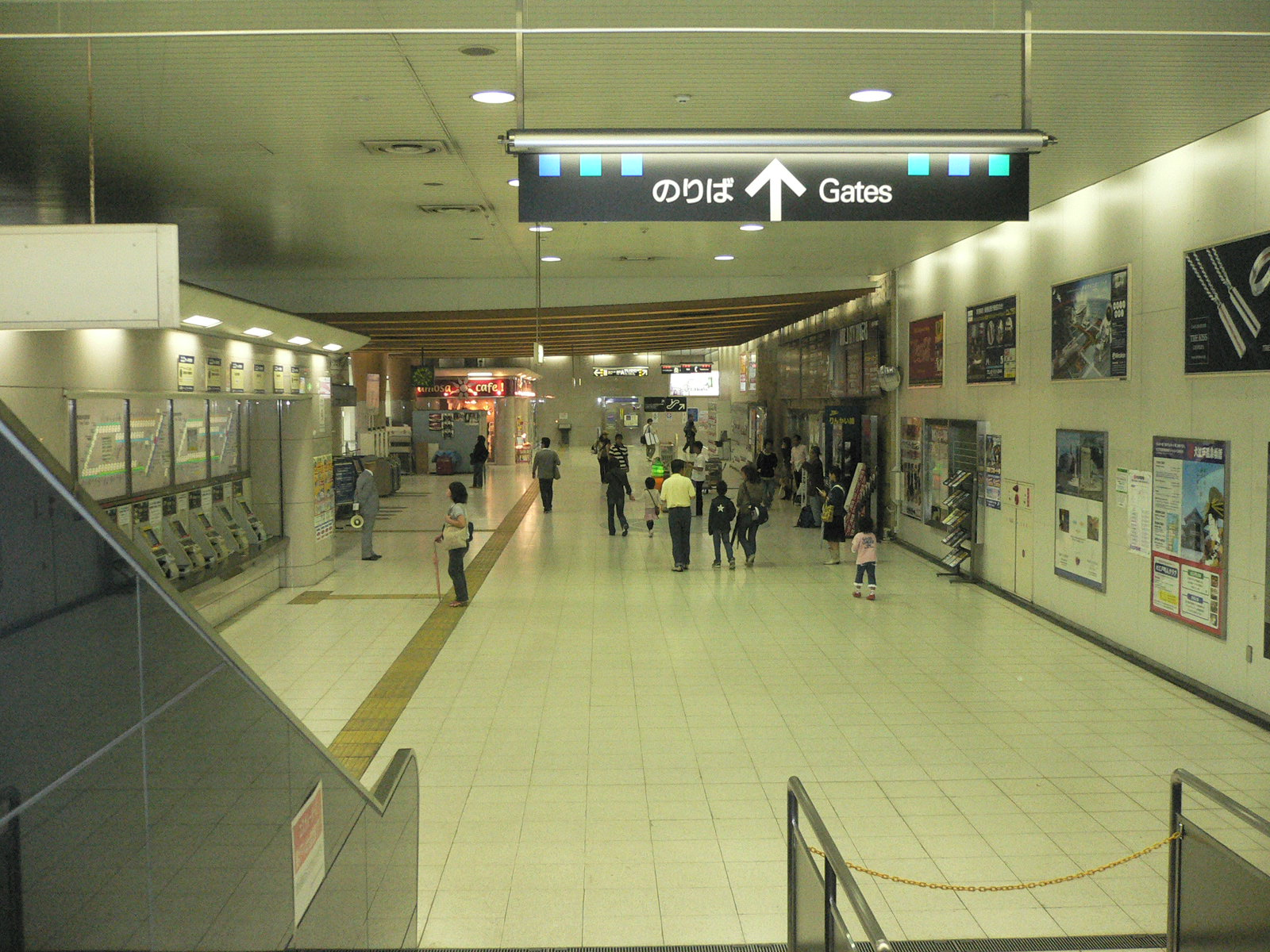
車站大堂（2005年10月9日）
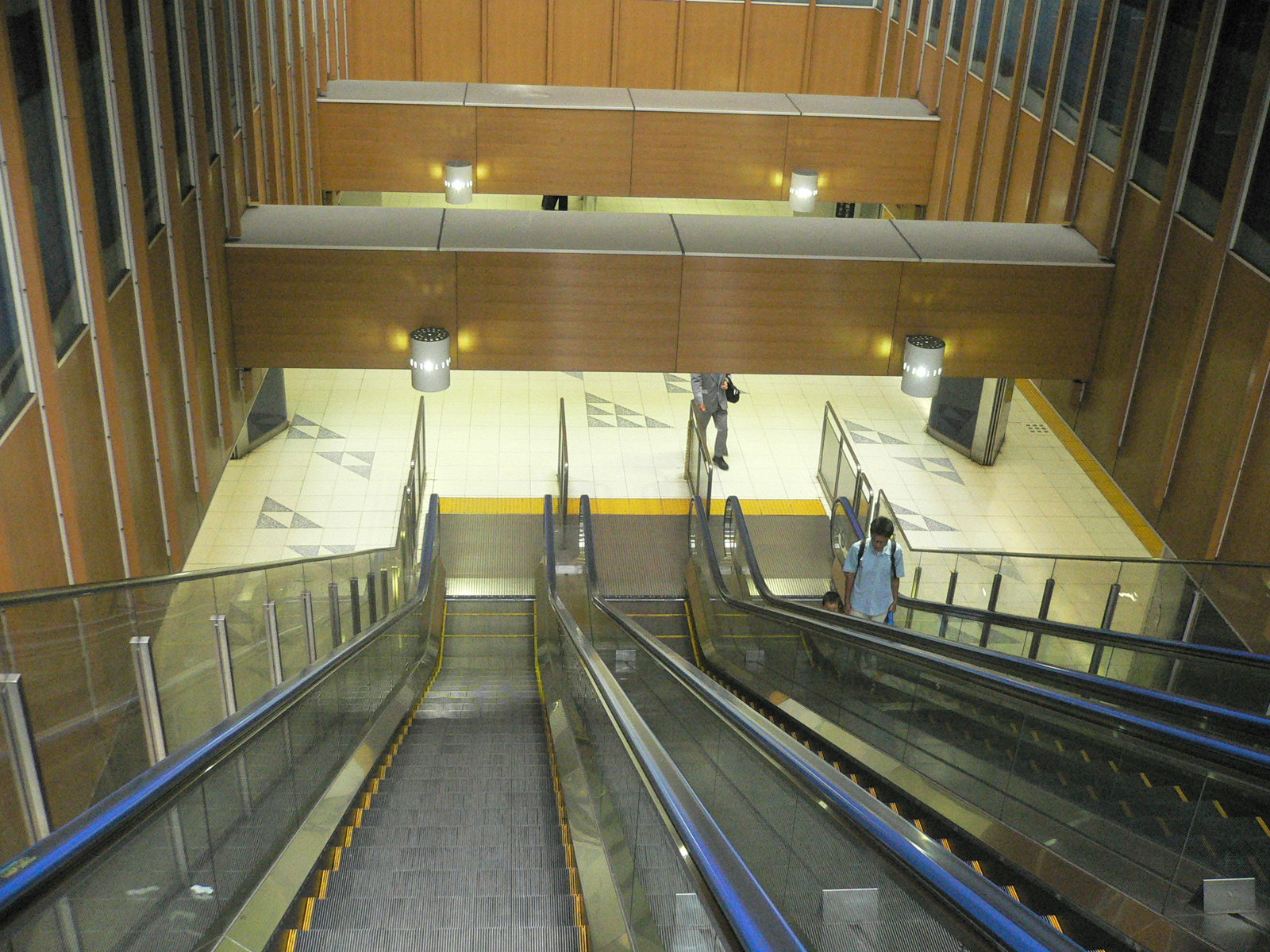
通往月台的手扶電梯（2005年10月9日）
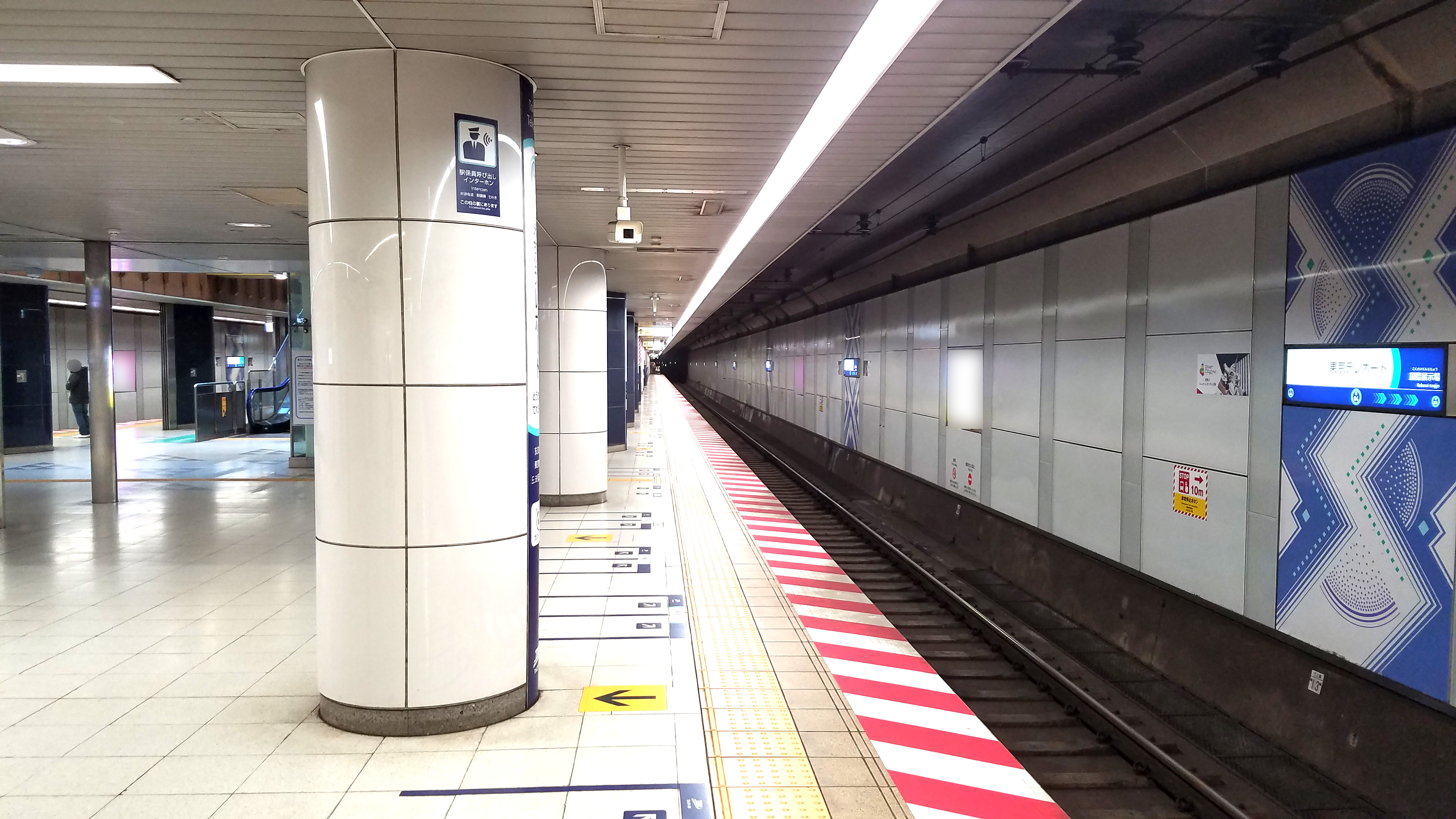
月台（2022年1月1日）

## 利用狀況
2016年（平成28年）度的1日平均上車人次為32,449人。
開業以來的1日平均上車人次推移如下表。
| 年度               | 1日平均 上車人次 | 來源     |
| ------------------ | ---------------- | -------- |
| 1996年（平成08年） | 2,299            | [ * 1 ]  |
| 1997年（平成09年） | 3,616            | [ * 2 ]  |
| 1998年（平成10年） | 3,888            | [ * 3 ]  |
| 1999年（平成11年） | 5,407            | [ * 4 ]  |
| 2000年（平成12年） | 6,214            | [ * 5 ]  |
| 2001年（平成13年） | 6,756            | [ * 6 ]  |
| 2002年（平成14年） | 9,573            | [ * 7 ]  |
| 2003年（平成15年） | 18,787           | [ * 8 ]  |
| 2004年（平成16年） | 19,499           | [ * 9 ]  |
| 2005年（平成17年） | 20,496           | [ * 10 ] |
| 2006年（平成18年） | 20,581           | [ * 11 ] |
| 2007年（平成19年） | 22,202           | [ * 12 ] |
| 2008年（平成20年） | 23,573           | [ * 13 ] |
| 2009年（平成21年） | 24,578           | [ * 14 ] |
| 2010年（平成22年） | 23,541           | [ * 15 ] |
| 2011年（平成23年） | 22,686           | [ * 16 ] |
| 2012年（平成24年） | 28,991           | [ * 17 ] |
| 2013年（平成25年） | 29,751           | [ * 18 ] |
| 2014年（平成26年） | 31,067           | [ * 19 ] |
| 2015年（平成27年） | 32,101           | [ * 20 ] |
| 2016年（平成28年） | 32,449           |          |

## 車站周邊
- 港區政府芝浦港南支所台場分室
- 東京灣岸警署
- 東京臨海高速電鐵總部
- 台場海濱公園前郵政局
- 東京國際交流館
- 日本科學未來館
- 船之科學館
- 台場海濱公園
- 日航東京酒店

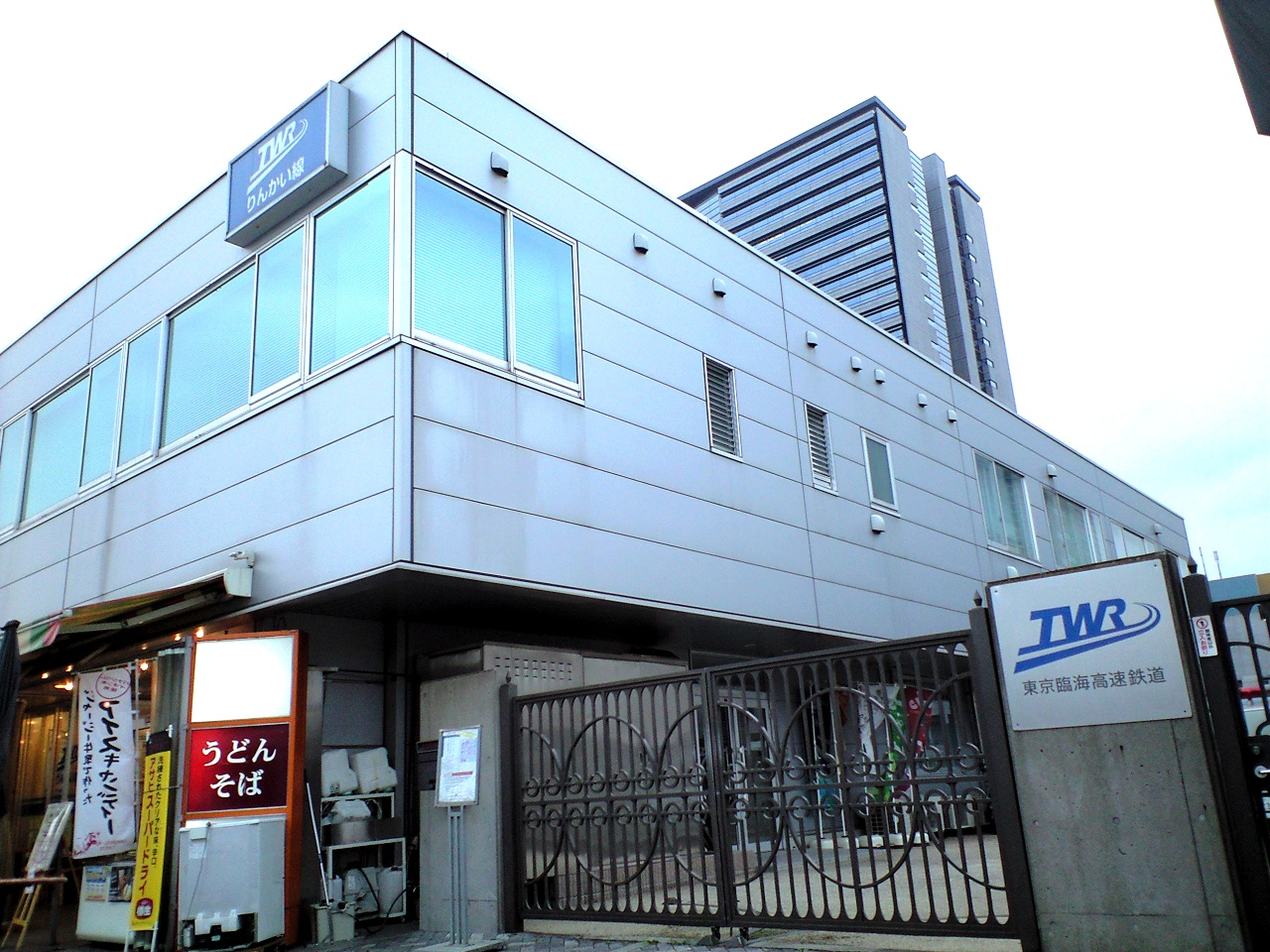
東京臨海高速電鐵總部

- Grand Pacific Le Daiba酒店
- 富士電視台FCG大樓
- DiverCity Tokyo Plaza 台場購物廣場
- Palette Town
  - Zepp Tokyo

## 歷史
- 1996年（平成8年）3月30日－與臨海副都心線（新木場－本站）一同開業。
- 2000年（平成12年）9月1日－臨海副都心線改稱為臨海線。
- 2001年（平成13年）3月31日－本站至天王洲島站段開業，不再是路線的終點站。
- 2002年（平成14年）12月1日－智能卡系統Suica投入服務。
- 2008年（平成20年）7月19日－本站的發車鐘聲[4]更改為「大搜查線」的主題曲。

## 相鄰車站
東京臨海高速鐵道
 臨海線
■通勤快速、■快速、■各站停車（任何列車在臨海線內均為各站停車）
國際展示場（R 03）－東京電訊（R 04）－天王洲島（R 05）

## 外部連結
- 東京電訊站 （页面存档备份，存于） - 東京臨海高速鐵道

Template:東京臨海副都心景點